# Cicurina peckhami
Cicurina peckhami är en spindelart som först beskrevs av Simon 1898.  Cicurina peckhami ingår i släktet Cicurina och familjen kardarspindlar. Inga underarter finns listade i Catalogue of Life.